# Христианство в Ирландии
Христианство в Ирландии — самая распространённая религия в стране.
По данным исследовательского центра Pew Research Center в 2010 году в Ирландии проживало 4,21 млн христиан, которые составляли 94,1 % населения этой страны. Энциклопедия «Религии мира» Дж. Г. Мелтона оценивает долю христиан в 2010 году в 95,2 % (4,31 млн верующих).
Крупнейшим направлением христианства в стране является католицизм. В 2000 году в Ирландии действовало 3,3 тыс. христианских церквей и мест богослужения, принадлежащих 52 различным христианским деноминациям.
Помимо ирландцев, христианами также являются большинство живущих в стране англичан, поляков, литовцев, цыган, румын, словаков, немцев, французов, валлийцев, бразильцев, венгров, итальянцев, испанцев и др.
Христиане Ирландии активно участвуют в экуменическом движении. В 1922 году в стране был создан Ирландский совет церквей. По состоянию на 2015 год две ирландские церкви (англикан и методистов) входят во Всемирный совет церквей. Консервативные евангельские церкви страны объединены в Евангелический альянс Ирландии, связанный со Всемирным евангельским альянсом.